# جيفي (الزمن)
جيفي (Jiffy) مصطلح عامي من اللغة الإنكليزية لأي فترة قصيرة غير محددة، كما في «سأعود في لمح البصر». مرادافاتها في العربية: لحظة هنيهة. وقد حصلت على عدد من التطبيقات الأكثر دقة لفترات زمنية قصيرة أو قصيرة للغاية أو قصيرة للغاية أو قصيرة جدًا أو مفرطة. الشاهد الأول على استعماله كان في عام 1785، رغم أن أصل الكلمة غير واضح، أحد الاقتراحات هو أن أصلها هو لغة اللصوص الخاصة للبرق.

## بدايات استعمالها في القياس التقني
تم تعريف الاستخدام التقني الأول لـ جيفي بواسطة جيلبرت نيوتن لويس (1875–1946). اقترح وحدة زمنية تسمى "jiffy" والتي كانت مساوية للوقت الذي يستغرقه الضوء في السفر سنتيمترًا واحدًا في الفراغ (حوالي 33.3564 بيكو ثانية). ومنذ ذلك الحين تم إعادة تعريفه لقياسات مختلفة تبعا لمجال الدراسة.

## الاستخدامات
في مجال الإلكترونيات، تعد جيفي هي فترة دورة الطاقة للتيار المتردد، 1/60 أو 1/50 من الثانية في معظم إمدادات الطاقة الرئيسية.
في الحوسبة، كانت جيفي في الأصل هي الفترة الزمنية بين علامتي مقاطعة لمؤقت النظام. إنها ليست وحدة فاصل زمني مطلقة، حيث أن مدتها تعتمد على تردد المقاطعات في مؤقت النظام على مدار الساعة لمنصة الأجهزة المعينة.
عادة ما تقوم أنظمة الحواسيب الصغيرة المبكرة مثل كومودور 64 والعديد من وحدات التحكم في الألعاب (التي تستخدم أجهزة التلفزيون كجهاز عرض) بمزامنة مؤقت مقاطعة النظام مع التردد الرأسي لمعيار التلفزيون المحلي، إما 59.94 هرتز مع أنظمة NTSC، أو 50.0   هرتز مع معظم أنظمة PAL . تختلف قيم Jiffy لإصدارات وأنظمة لينكس المختلفة عادةً بين حوالي 1 ملليثانية و 10 ملليثانية، و 10 ملليثانية هي المعيار الشائع على نحو متزايد في ملف Jargon.
يستخدم المصطلح "jiffy" أحيانًا في الرسوم المتحركة بالكمبيوتر كوسيلة لتعريف معدل التشغيل حيث يتم تحديد الفاصل الزمني للتأخير بين الإطارات الفردية خلال 1/100-من-الثانية (10 ملليثانية) jiffies، وخاصة في Autodesk Animator.
توفر سرعة الضوء في الفراغ علاقة عالمية مريحة بين المسافة والزمن، لذلك في الفيزياء (خاصة في فيزياء الكم) وفي كثير من الأحيان في الكيمياء، يتم تعريف الـ جيفي على أنها الوقت الذي يستغرقه الضوء للسفر في مسافة محددة. في الفيزياء الفلكية والفيزياء الكمومية، يكوّن jiffy، كما حدده إدوارد هاريسون،  الوقت الذي يستغرقه الضوء لسفر فيرمي واحد، وهو ما يقرب من حجم النوكليون. واحد فيرمي هو 10−15 م، لذلك الـ جيفي هي حوالي 3×10−24   ثواني. كما تم تعريفها بشكل غير رسمي على أنها «قدم خفيفة واحدة»، والتي تساوي تقريبًا نانو ثانية واحدة.
استخدم أحد المؤلفين كلمة جيفي للإشارة إلى وقت بلانك بحوالي 5.4×10−44 الثواني، وهو الوقت الذي يستغرقه الانتقال إلى طول بلانك إذا كانت الهندسة العادية لا تزال ذات صلة بهذا المقياس.